# Coloneura ortegae
Coloneura ortegae är en stekelart som beskrevs av Fischer, Tormos, Pardo och Jimenez 2002. Coloneura ortegae ingår i släktet Coloneura och familjen bracksteklar. Inga underarter finns listade i Catalogue of Life.